# Sebastian Machowski
Sebastian Alexander Machowski (* 18. Januar 1972 in Berlin) ist ein deutscher Basketballtrainer und früherer Nationalspieler.

## Karriere

### Spieler
Machowski entstammt der erfolgreichen Jugend des TuS Lichterfelde Berlin, der zur damaligen Zeit Kooperationspartner des Bundesligisten Alba Berlin war. 1991 wurde er mit TuS Li Deutscher Meister in der A-Jugend. In der Folgezeit spielte er mit Doppellizenz in der 2. Basketball-Bundesliga bei Lichterfelde und in der Bundesliga bei Alba Berlin. 1995 stand er im Berliner Kader beim Korać-Cup-Gewinn, dem ersten internationalen Erfolg einer deutschen Vereinsmannschaft im Basketball. Bevor Berlin seine ersten Titel in Deutschland (Meisterschaft und Pokal) gewann, wechselte er 1996 zum Bundesliga-Aufsteiger Telekom Bonn. Bundesweite Titel in Deutschland mit seinen folgenden Vereinen gelangen ihm in der Folgezeit nicht. Für die Junioren-Nationalmannschaft nahm er an zwei EM-Endrunden teil. Bei den Herren blieb er für einen Endrunden-Kader unberücksichtigt.
Nach zwei Jahren bei Bonn ging er in der Saison 1998/99 ins Ausland, hatte aber nur kurzfristige Verträge, so dass er bei drei Vereinen in dieser Saison spielte. Mit Virtus Roma in Italien und dem baskischen Verein aus Vitoria waren aber auch zwei namhafte Adressen im europäischen Vereinsbasketball dabei. Auf ein Jahr in Dünkirchen (Frankreich) folgte ein einjähriges Engagement in Athen (Griechenland), bevor er im Jahr 2001 zum Rekordmeister Bayer Leverkusen in die Bundesliga nach Deutschland zurückkehrte. Nach einem Jahr wechselte er innerhalb der Bundesliga zum Mitteldeutschen BC, mit dem er im zweiten Jahr den Europapokalwettbewerb FIBA EuroCup Challenge gewann. Damit ist er der einzige Spieler, der an den ersten beiden Titelgewinnen deutscher Vereinsmannschaften auf europäischer Ebene beteiligt war. Der MBC ging noch im Verlauf der Saison in Konkurs, und Machowski unterschrieb zur neuen Saison zunächst einen Vertrag in Jena in der zweiten Liga. Im Dezember des Jahres wechselte er an den Rhein zurück und wurde vom Erstligisten Köln für vier Wochen unter Vertrag genommen. Anfang des Jahres 2005 unterschrieb er einen Vertrag in Polen, wo er seine Spielerkarriere in Zgorzelec und Kołobrzeg ausklingen ließ.
Nach dem Ende seiner Zeit als Profispieler verstärkte er gelegentlich die Seniorenmannschaft des DBV Charlottenburg und feierte mit der Ü35 des Vereins Erfolge auf Bundesebene.

### Trainer
Bei seinem Engagement als Spieler von Kotwica Kołobrzeg wurde Machowski zum Trainer berufen, als der vorherige Trainer entlassen wurde. Er konnte diese Bewährungsprobe erfolgreich bestehen, so dass er ab der Saison 2008/09 nur noch als Trainer an der Seitenlinie fungierte. Die zweite Saison endete mit dem Erfolg im polnischen Pokalwettbewerb und seinem ersten Titelgewinn als Trainer. Daraufhin bekam er das Angebot, bei den NewYorker Phantoms Braunschweig als Nachfolger von Emir Mutapčić, seinem ehemaligen Trainer beim TuS Li, in die Bundesliga zurückzukehren. Mit einer neuformierten Mannschaft gelang Machowski in seinem Antrittsjahr mit dem achten Tabellenplatz nach der Hauptrunde die erste Qualifikation für die Play-offs um die deutsche Meisterschaft für den Braunschweiger Verein nach siebenjähriger Unterbrechung. In der ersten Runde der Play-offs konnte man nach einer Auftaktniederlage den Hauptrundenersten und amtierenden Titelträger EWE Baskets Oldenburg mit drei Siegen nacheinander ausschalten. Im Halbfinale unterlag man dann schließlich dem späteren Meister Brose Baskets aus Bamberg. In der darauffolgenden Saison konnte man den Aufwärtstrend bestätigen und einen guten fünften Platz nach der Hauptrunde erreichen. In den Play-offs schied man in der ersten Runde 2:3 gegen die Artland Dragons aus Quakenbrück aus.
Im März 2012 gab der Verein bekannt, dass Machowski ein Angebot zur Vertragsverlängerung ausgeschlagen habe und er die Phantoms damit zum Ende der Saison 2011/12 verlassen werde. Bereits einige Tage später gaben die EWE Baskets Oldenburg die Verpflichtung Machowskis zur Saison 2012/2013 bekannt. Er erhielt in Oldenburg einen Vertrag bis 2014. Machowski führte die Baskets zurück unter die Spitzenmannschaften der Liga und erreichte das Play-off-Finale, unterlag dort aber mit 0:3 gegen den amtierenden Meister Bamberg. Für diese Saisonleistung erhielt Machowski 2013 die Auszeichnung als Trainer des Jahres, verliehen von der Basketball-Bundesliga. Im April 2014 wurde Machowskis Vertrag vorzeitig bis Juni 2016 verlängert. Der neue Vertrag enthielt zudem eine Option für eine weitere Spielzeit. Am 23. März 2015 wurde Machowski, nachdem sein Verein mehrere Niederlagen eingefahren und bei den betreffenden Spielen taktische Schwächen offenbart hatte, vorzeitig freigestellt.
Am 1. März 2016 gab der Bundesligaverein Eisbären Bremerhaven die Verpflichtung Machowskis als Cheftrainer bekannt. Er erhielt einen Vertrag bis zum Ende der Saison 2015/16. Nachdem er die Mannschaft zum Klassenerhalt geführt hatte, erhielt Machowski in Bremerhaven im Mai 2016 einen neuen Zweijahresvertrag. Nach lediglich zwei Siegen aus den ersten 13 Spielen der Saison 2017/18 wurde Machowski jedoch bereits im Dezember 2017 von seinen Aufgaben als Headcoach wieder entbunden.
Im September 2018 wurde Machowski Co-Trainer der chinesischen Mannschaft Shenzhen Leopards. Im Juli 2019 gab der polnische Erstligist Polski Cukier Toruń bekannt, Machowski als neuen Trainer eingestellt zu haben. Zur Saison 2020/21 wechselte er als Co-Trainer zu den Shenzhen Aviators in die Volksrepublik China. Aufgrund der COVID-19-Pandemie fand das Spieljahr in China abgeschottet von der Außenwelt statt. Ende Juni 2021 wurde Machowski als Cheftrainer von Élan Sportif Chalonnais vorgestellt. Die Mannschaft war kurz davor aus der ersten französischen Liga abgestiegen. Chalons Sportdirektor Leo De Rycke gab das Ziel aus, mit Machowski den Wiederaufstieg zu schaffen. Anfang April 2022 wurde Machowski bei dem Zweitligisten entlassen. Die Mannschaft hatte unter seiner Führung von den vorangegangenen sechs Spielen fünf verloren und stand mit 17 Siegen sowie zehn Niederlagen auf dem dritten Tabellenrang.
Im Juni 2022 gab der polnische Erstligist PGE Spójnia Stargard Machowskis Verpflichtung bekannt. Im August 2024 trennten sich Machowski und der Club nach etwas mehr als zwei Jahren.

## Erfolge und Auszeichnungen

### Trainer
- Trainer des Jahres der Basketball-Bundesliga: Saison 2012/13

## Persönliches
Sein Sohn Nils Machowski spielte im März 2022 erstmalig in der Bundesliga.